# Marracos
Marracos è un comune spagnolo di 112 abitanti situato nella comunità autonoma dell'Aragona.

Il comune venne creato il 27 giugno 1998 come distaccamento da Piedratajada.